# Bruno Marton (1913-1988)
Bruno Marton (Mogliano Veneto, 8 aprile 1913 – 31 dicembre 1988) è stato un antifascista e politico italiano.

## Biografia
Fu uno dei maggiori esponenti della Democrazia Cristiana del Trevigiano sin dalla seconda guerra mondiale. Membro del Comitato di Liberazione Nazionale e organizzatore della Resistenza partigiana nella bassa provincia, nel dopoguerra ricoprì alcune importanti cariche istituzionali: fu sindaco di Mogliano (1951-1956), presidente della provincia di Treviso (1955-1964) e sindaco di Treviso (1965-1975). Fu inoltre presidente della Cassamarca.
È padre del noto musicista Tolo Marton e del fotografo Paolo Marton, scomparso nel 2016.